# Plantin-Moretusmuseum
Il Plantin-Moretusmuseum (complesso museale Plantin-Moretus in italiano) è un museo di Anversa, in Belgio, il cui nome onora i due famosi stampatori Christoffel Plantijn e Jan Moretus. È situato nel luogo in cui si trovava l'antica stamperia.

## Storia
L'impresa venne fondata nel 1550 da Christophe Plantin. Dopo la morte del fondatore, avvenuta nel 1589,  essa passò a suo genero, Jan Moretus. Nel 1876 Edward Moretus vendette tutto alla città di Anversa. Un anno dopo gli stabilimenti vennero aperti al pubblico. Nel 2002 il museo venne candidato per essere inserito nell'elenco dei Patrimoni mondiali dell'umanità dell'UNESCO, cosa che avvenne nel 2005: è stato il primo museo ad essere inserito in questa prestigiosa lista.
Il Museo Plantin-Moretus possiede un'eccezionale collezione di materiale tipografico. Possiede non solo le due più antiche presse del mondo con set completi di stampi e matrici, ma si può anche gloriare di una magnifica libreria, un interno riccamente decorato e gli archivi completi della compagnia Plantin.

## Opere principali
- Bibbia poliglotta in cinque lingue (1568-1573);
- Thesaurus Teutoniae Linguae;
- Theatrum Orbis Terrarum di Abraham Ortelius;
- Cruydeboeck di Rembert Dodoens;
- un libro di anatomia di Andreas Vesalius e Joannes Valverde;
- un libro sui numeri decimali di Simon Stevin